# Supercopa de Brasil 2022
La Supercopa de Brasil 2022 fue la quinta edición de la Supercopa de Brasil. Una competición de fútbol brasileña, organizada por la CBF, que reúne a los equipos campeones del Campeonato Brasileño y la Copa de Brasil del año anterior. La competencia se decidió en un solo partido disputado el 20 de febrero.
El campeón del Campeonato Brasileño 2021 y de la Copa de Brasil 2021 fue el mismo equipo; por lo tanto, en esta edición de la Supercopa se enfrentó el campeón de ambas competiciones en la temporada 2021 (Atlético Mineiro) y el subcampeón del Campeonato Brasileño 2021 de la misma temporada (Flamengo).
El conjunto mineiro superó a su rival en los penales, después de un empate de 2-2, convirtiéndose en Supercampeón de Brasil.

## Participantes
|  | Atlético Mineiro |  | Minas Gerais   |  | Campeón del Campeonato Brasileño Serie A (2021) y Campeón de la Copa de Brasil (2021) |
|  | Flamengo         |  | Río de Janeiro |  | Subcampeón del Campeonato Brasileño Serie A (2021)                                    |

## Partido
| 20 de febrero | Atlético Mineiro | 2:2 (1:0) (8:7 p.)         | Flamengo | Arena Pantanal, Cuiabá                                       |                                                              |
| 16:00 (UTC-4) | I. Fernández 41' · Hulk 74'                                                                                             | Reporte                    | Gabriel Barbosa 55' · Bruno Henrique 63' | Asistencia: 32 028 espectadores Árbitro(s): Anderson Daronco | Asistencia: 32 028 espectadores Árbitro(s): Anderson Daronco |
|               | | Tiros desde el punto penal | |                                                              |                                                              |
|               | Hulk · I. Fernández · Ademir · Guilherme Arana · Vargas · Guga · Jair · Éverson · Nathan Silva · Mariano · Godín · Hulk |                            | Lázaro · Vitinho · Diego · David Luiz · Gabriel Barbosa · Willian Arão · João Gomes · Matheuzinho · Léo Pereira · Fabrício Bruno · Souza · Vitinho |                                                              |                                                              |

|  |  |

| POR             | 22 | Everson            |       |       |
| DEF             | 25 | Mariano            | 45+1' |       |
| DEF             | 40 | Nathan Silva       | 33'   |       |
| DEF             | 3  | Diego Godín        |       |       |
| DEF             | 13 | Guilherme Arana    |       |       |
| MED             | 8  | Jair               | 54'   |       |
| MED             | 29 | Allan              |       | 90+4' |
| MED             | 26 | Ignacio Fernández  |       |       |
| DEL             | 17 | Jefferson Savarino |       | 72'   |
| DEL             | 7  | Hulk               |       |       |
| DEL             | 11 | Keno               |       | 72'   |
| Cambios:        |    |                    |       |       |
| POR             | 32 | Rafael Pires       |       |       |
| DEF             | 2  | Guga               |       | 90+4' |
| DEF             | 4  | Réver              |       |       |
| DEF             | 6  | Dodô               |       |       |
| DEF             | 16 | Igor Rabello       |       |       |
| MED             | 5  | Otávio             |       |       |
| MED             | 27 | Calebe             |       |       |
| MED             | 30 | Dylan Borrero      |       |       |
| MED             | 37 | Tchê Tchê          |       |       |
| DEL             | 10 | Eduardo Vargas     |       | 72'   |
| DEL             | 18 | Eduardo Sasha      |       |       |
| DEL             | 19 | Ademir             |       | 72'   |
| Entrenador:     |    |                    |       |       |
| Antonio Mohamed |    |                    |       |       |

| POR         | 45 | Hugo Souza             |       |     |
| DEF         | 15 | Fabrício Bruno         |       |     |
| DEF         | 23 | David Luiz             | 90+2' |     |
| DEF         | 16 | Filipe Luís            |       | 81' |
| MED         | 22 | Rodinei                |       | 81' |
| MED         | 35 | João Gomes             | 79'   |     |
| MED         | 5  | Willian Arão           |       |     |
| MED         | 14 | Giorgian De Arrascaeta |       | 81' |
| MED         | 7  | Éverton Ribeiro        |       | 62' |
| DEL         | 27 | Bruno Henrique         |       | 71' |
| DEL         | 9  | Gabriel Barbosa        | 57'   |     |
| Cambios:    |    |                        |       |     |
| POR         | 1  | Diego Alves            |       |     |
| DEF         | 4  | Léo Pereira            |       | 81' |
| DEF         | 6  | Renê                   |       |     |
| DEF         | 34 | Matheuzinho            |       | 81' |
| DEF         | 41 | Gabriel Noga           |       |     |
| DEF         | 44 | Mauricio Isla          |       |     |
| MED         | 10 | Diego                  |       | 71' |
| MED         | 18 | Andreas Pereira        |       |     |
| DEL         | 11 | Vitinho                |       | 81' |
| DEL         | 13 | Lázaro                 |       | 62' |
| DEL         | 21 | Pedro                  |       |     |
| DEL         | 31 | Marinho                |       |     |
| Entrenador: |    |                        |       |     |
| Paulo Sousa |    |                        |       |     |

| Jugador del partido: Hulk (Atlético Mineiro) |

|                                      |
| Bandera del estado de Minas Gerais   |
| Campeón Atlético Mineiro 1.er título |